# James R. Holton
James Reed „Jim“ Holton (* 16. April 1938 in Spokane oder Pullman, Washington; † 3. März 2004 in Seattle, Washington) war ein US-amerikanischer Meteorologe an der University of Washington. Er ist vor allem für seine Arbeiten zu Schwankungen der Stratosphäre bekannt („dynamische Meteorologie“), so entwickelte er gemeinsam mit Richard Lindzen das Modell der quasi-zweijährigen Schwingung. 
Holton erwarb 1960 am Harvard College einen Bachelor in Physik und 1964 bei Jule Charney am Massachusetts Institute of Technology (MIT) einen Ph.D. in Meteorologie. Als Postdoktorand arbeitete er – gefördert durch die National Science Foundation – bei Bert Bolin in Stockholm, bevor Holton 
1965 eine erste Professur (Assistant Professor) an der University of Washington erhielt, wo er bis zu seinem Tode blieb, ab 1969 als Associate Professor, ab 1973 als ordentlicher Professor. Von 1997 bis 2002 war er Vorsitzender am Lehrstuhl für Atmosphärenwissenschaft der Universität.
1994 wurde Holton in die National Academy of Sciences gewählt. 1982 wurde er mit dem Jule G. Charney Award, 2001 mit der Carl-Gustaf Rossby Research Medal der American Meteorological Society ausgezeichnet, 1998 erhielt er den NAS Award for Scientific Reviewing der National Academy of Sciences und 2000 die Roger Revelle Medal der American Geophysical Union (AGU). Holton hielt Ehrendoktorate der Universität Stockholm und der Universidad de Buenos Aires. Die AGU vergibt seit 2005 den James R. Holton Award für Nachwuchswissenschaftler auf dem Gebiet der Atmosphärenwissenschaft.
Holton war mit Margaret Pickens verheiratet. Das Paar hatte drei Söhne.

## Schriften
- The dynamic meteorology of the stratosphere and mesosphere. Boston, 1975.
- Mit D. G. Andrews: Middle Atmosphere Dynamics. San Diego, 1987.
- An Introduction to Dynamic Meteorology. (3. Auflage) San Diego, 1992.
- Mit J. A. Curry und J. A. Pyle (Hrsg.): Encyclopedia of Atmospheric Sciences. San Diego, 2003.